# ديبورا غرانت (ممثلة)
ديبورا غرانت (بالإنجليزية: Deborah Grant)‏ هي ممثلة بريطانية، ولد في 22 فبراير 1947 في لندن في المملكة المتحدة.

## وصلات خارجية
- ديبورا غرانت على موقع IMDb (الإنجليزية)
- ديبورا غرانت على موقع ميوزك برينز (الإنجليزية)
- ديبورا غرانت على موقع ديسكوغز (الإنجليزية)
- ديبورا غرانت على موقع قاعدة بيانات الفيلم (الإنجليزية)